# Arthur Ahnger
Arthur Ahnger (Raseborg, Uusimaa, 28 de febrer de 1886 - 7 de desembre de 1940) va ser un regatista finlandès que va competir a començaments del segle xx.
El 1912 va prendre part en els Jocs Olímpics d'Estocolm, on va guanyar la medalla de bronze en la categoria de 8 metres del programa de vela. Ahnger navegà a bord del Lucky Girl junt a Emil Lindh, Bertil Tallberg, Gunnar Tallberg i Georg Westling.